# Valentina Mela Verde
Valentina Mela Verde è una serie a fumetti ideata da Grazia Nidasio, pubblicata in Italia sul Corriere dei Piccoli, dal 1969 al 1971, poi sul Corriere dei ragazzi, dal 1972 al 1976, ottenendo un grande successo.. La serie è incentrata sul personaggio di Valentina Morandini, una bambina che col tempo cresce fino a diventare un'adolescente.

## Storia editoriale
La serie venne ideata da Grazia Nidasio e pubblicata inizialmente sul Corriere dei Piccoli dal n. 41 del 1969 al n. 52 del 1971; nel 1972 passa sul Corriere dei Ragazzi fino al 1976. L'autrice realizza anche uno spin-off facendo esordire sul Corriere dei Piccoli una nuova serie dedicata a Stefi, sorella della protagonista.

## Trama
Il fumetto tratta i problemi e le vicissitudini adolescenziali in famiglia, narrati in forma di diario dalla protagonista Valentina Morandini detta "Mela Verde", alle prese con una nutrita schiera di amiche, con i genitori, con il fratello maggiore Cesare, detto "Miura", con la sorella minore Stefania, detta "Stefi", coprotagonisti della storia. Tra i tanti personaggi, riveste un ruolo di particolare importanza la zia Dina, emancipata disegnatrice di moda, presa a modello dalla giovane Valentina.

## Volumi
- Valentina Mela Verde 1. Il mondo di Valentina, Firenze, Salani, settembre 1996, ISBN 88-7782-518-9.
- Valentina Mela Verde 2. Il Club delle Mele Verdi, Firenze, Salani, settembre 1996, ISBN 88-7782-519-7.
- Valentina Mela Verde 1. Tutte le storie (1969-1970-1971), Roma, Coniglio Editore, giugno 2009, ISBN 978-88-6063-170-1.
- Valentina Mela Verde 2. Tutte le storie (1972-1973), Roma, Coniglio Editore, dicembre 2009, ISBN 978-88-6063-171-8.
- Valentina Mela Verde 3. Tutte le storie (1974), Roma, Coniglio Editore, ottobre 2011, ISBN 978-88-6063-287-6.
- Valentina Mela Verde 4. Tutte le storie (1974), Roma, Comicout, ottobre 2012.